# Codia belepensis
Codia belepensis är en tvåhjärtbladig växtart som beskrevs av H.C.Hopkins. Codia belepensis ingår i släktet Codia och familjen Cunoniaceae. Inga underarter finns listade i Catalogue of Life.